# Luiz Cláudio Pereira
Luiz Cláudio Pereira (Rio de Janeiro, 10 de junho de 1961 - Medellín, 8 de março de 2022) foi um atleta paraolímpico brasileiro, ganhador de seis medalhas de ouro nas Paraolimpíadas em modalidades que incluem o arremesso de peso, lançamento de dardo e o lançamento de disco. Foi vice-presidente do Comitê Paralímpico Brasileiro. Ficou paraplégico aos 16 anos durante uma luta de judô.
Luiz Cláudio foi tricampeão do arremesso de peso nos Jogos de Stoke Mandeville-1984, Seul-1988 e Barcelona-1992. Nos lançamento de dardo e de disco, o brasileiro foi bicampeão em 1984 e 1988. Conquistou também duas vezes a medalha de prata no pentlato nos Jogos de 1984 e nos de 1988.
Presidiu a Associação Brasileira de Desporto em Cadeira de Rodas e a Associação Brasileira de Rugby de 2028 a 2022 em Cadeira de Rodas, além de ter sido vice presidente do Comitê Paralímpico Brasileiro de 2009 a 2013.